# Pachakutej inca
Espèce
Synonymes
- Orobothriurus inca Maury, 1975

Pachakutej inca est une espèce de scorpions de la famille des Bothriuridae.

## Distribution
Cette espèce est endémique de la région de Cajamarca au Pérou. Elle se rencontre vers Bambamarca à 3 000 m d'altitude sur le Cerro Macheipungo.

## Description
Le mâle holotype mesure 30,8 mm.

## Systématique et taxinomie
Cette espèce a été décrite sous le protonyme Orobothriurus inca Maury en 1975. Elle est placée dans le genre Pachakutej par Ochoa en 2004.

## Publication originale
- Maury, 1975 : Escorpiones y escorpionismo en el Perú. V: Orobothriurus, un nuevo género de escorpiones altoandinos. Revista Peruana de Entomología, vol. 18, p. 14–25 (texte intégral).